# Champigny-la-Futelaye
Champigny-la-Futelaye é uma comuna francesa na região administrativa da Normandia, no departamento de Eure. Estende-se por uma área de 15,92 km². Em 2010 a comuna tinha 289 habitantes (densidade: 18,2 hab./km²).